# Halichoeres semicinctus
Halichoeres semicinctus är en fiskart som först beskrevs av Ayres, 1859.  Halichoeres semicinctus ingår i släktet Halichoeres och familjen läppfiskar. IUCN kategoriserar arten globalt som livskraftig. Inga underarter finns listade i Catalogue of Life.